# Fitzsimmons Range
Die Fitzsimmons Range ist eine kleine Gebirgskette am Nordwestrand der Garibaldi Ranges im Südwesten der kanadischen Provinz British Columbia im Squamish-Lillooet Regional District.

## Geographie
Die Fitzsimmons Range liegt in den Coast Mountains, zwischen den Tälern des Cheakamus Lake (im Südwesten) und des Fitzsimmons Creek (im Nordosten). Ihr bekanntester Berg ist der Whistler Mountain, welcher über der Gemeinde Whistler thront und einer der beiden Berge ist, die das Skigebiet Whistler-Blackcomb bilden. Der größte Teil der Gebirgskette liegt im Garibaldi Provincial Park, nur der äußerste Nordwesten gehört zur Gemeinde und zum Skigebiet. Weitere Gipfel der Fitzsimmons Range sind der Oboe Summit (1956 m), der Piccolo Summit (2043 m) und der Flute Summit (2015 m), welche eher Geländewellen am Südosthang des Whistler Mountain bilden. Sie sind im Zusammenhang mit der Umbenennung des Whistler benannt worden (im Deutschen bedeuten Whistler „Pfeifer“, Oboe „Oboe“, Piccolo „Piccoloflöte“ und Flute „Flöte“), weshalb der westliche Teil der Fitzsimmons Range auch als Musical Bumps (dt. „musikalische Erhebungen“) bezeichnet wird. Jenseits dieser Gipfel liegen der Singing Pass (1710 m) und der Mount Fitzsimmons (2603 m) am gegenüberliegenden Ende der Kette sowie der Fitzsimmons Glacier, die Quelle des Fitzsimmons Creek.
Der Mount Fitzsimmons ist Teil des Overlord-Mountain-Massivs, welches nach dem höchsten Gipfel der Kette, dem Overlord Mountain (2625 m), benannt ist, der gerade westlich von ihm zu finden ist. Das Massiv ist von pyramidaler Gestalt und vom Ort Whistler aus sichtbar; ein weiterer Gipfel im Massiv ist der Mount Benvolio (2613 m). Weitere Gipfel, südlich des Overlord-Massivs gelegen, sind der Cheakamus Mountain (2588 m), der Angelo Peak (2561 m) und der Diavolo Peak (2569 m).